# Janinella renaudae
Janinella renaudae (eerder Paracharon renaudae) is een pissebed uit de familie Microparasellidae. De wetenschappelijke naam van de soort is voor het eerst geldig gepubliceerd in 1968 door Coineau.